# 재커리 테일러
재커리 테일러(영어: Zachary Taylor, 1784년 11월 24일 ~ 1850년 7월 9일)는 미국의 군인이자, 12번째 대통령(1849~50)이다.
그는 의무감이 있고 용기있는 군인으로 1812년 전쟁에서 큰 공을 세웠고 별명은 'Old Rough and Ready'로, 거칠고 노련한, 준비된 지휘관이라는 뜻이다.
미국-멕시코 전쟁이 터지자 기습공격을 해서 1847년 3월 베라크루스에 상륙, 그해 9월 14일 스콧과 함께 멕시코 시티를 점령해서 1848년 2월 강화조약을 맺고 영웅이 되어 돌아왔다. 그는 그저 군인이었으나, 이 전쟁의 공적을 평가받아서 휘그당(오늘날 공화당의 전신) 후보로 지명되어 당선, 이듬해 취임했다.
그는 테쿰세의 저주가 아닌 인디언의 저주로 임기 중 죽은 유일한 대통령이다. 그의 죽음으로 인해 부통령 밀러드 필모어가 제13대 대통령직을 승계하였다.

## 어린 시절
버지니아주 바버스빌 근처에서 6남 3녀 중에 셋째 아들로 태어났다. 부모 리처드와 사라 테일러는 버지니아주 지역 농원의 유력한 가문 출신이었다. 아버지 리처드는 미국 독립 혁명에서 사관으로 복무하였으며, 1783년 켄터키주 루이빌 근처에 있는 6,000 에이커의 대지를 받았다.
켄터키 경계 지방에는 학교들이 없었지만, 재커리는 가정 교사들 아래에서 공부하였으며 아버지의 농장에서 일하면서 연습적 상식들을 얻었다.
그는 인디언 전쟁 도중에 자라왔으며, 아버지로부터 독립 전쟁의 이야기를 들었다. 1808년 육군에 입대하여 중위로 임명되었으며, 1810년 대위로 진급하였다.

### 테일러의 가족
1810년 초순에 테일러는 메릴랜드주 농장주의 고아딸 마거릿 스미스(1788~1852)를 만났다. 그들은 6월 21일에 결혼하여 슬하 1남 5녀를 두었다. 그들의 딸 사라는 후에 남부 연합의 대통령이 된 제퍼슨 데이비스와 결혼하였으며, 아들 리처드는 남북 전쟁 동안에 남군의 장군으로 복무하였다.

## 군사 경력

### 인디언 전쟁
1812년 전쟁 동안에 테일러는 인디애나 경계 지방에 있는 해리슨 요새에서 방어의 업적으로 소령으로 진급되었다. 1819년에는 중령이 되었다. 그는 블랙호크 전쟁 중에 위스콘신에서 복무하여 1832년 블랙 호크 추장의 항복을 받아냈다.
1837년에는 플로리다로 보내져 12월 15일 오치초비 호에서 세미놀 족 인디언을 꺾었다. 이 승리로 인하여 테일러는 준장의 명예 진급(특진)을 받았다. 1841년 아칸소의 스미스 요새에 있는 본부들과 함께 육군의 서부 분할의 두 번째 군관구에서 사령관이 되었다.

### 멕시코 전쟁
1846년 미국의 텍사스 병합에 멕시코는 전쟁을 일으켰다. 테일러는 약 4천 명의 군인들과 함께 리오그란데강으로 명령을 받았다. 멕시코는 이 전진을 침입으로 숙고하여 멕시코군이 미군들을 몰아내기 위하여 강을 건넜다.
테일러는 〈팔로 알토 전투〉와 〈레사카 드 라 팔마 전투〉에서 멕시코군들을 물리쳤다. 미국은 5월 13일 전쟁을 선언하였고, 테일러는 멕시코로 전진하여 몬테레이와 마타모로스를 점령하였다.
이 승리 후에 테일러는 멕시코의 중앙 협곡에 침입군을 이끄는 선택을 보였다. 그러나 민주당의 제임스 K. 포크는 테일러가 대립당 휘그당에 호의를 가진 것을 알고 있었다. 포크 대통령이 인기잇는 휘그당 지도자의 번창에 위협을 느껴 선거 운동을 이끄는 데 윈필드 스콧을 임명하였다.
1847년 2월 22일~23일에 스콧의 군대가 패하기 전에 약 5,000명의 테일러의 군대가 16,000명과 20,000명 사이의 멕시코군에게 부에나비스타 전투에서 공격을 받았다. 테일러는 산타 아나 장군의 군대들을 상대로 승리를 거두었다. 이 승전은 테일러의 장군적 정신보다 그의 사관들의 실력에 의해서였다. 그러나 승리는 테일러를 국민적 영웅으로 만들었다.

## 대통령 후보 임명
많은 휘그당 지도자들, 특히 남부에서 테일러가 자신의 군사적 명예의 이유로 대통령 후보 임명에 쉽게 승리하리라 믿었다. 테일러는 정계에 들어가는 데 망설였으나 휘그당은 그를 임명하였다. 그들은 뉴욕주의 감사관 밀러드 필모어를 부통령 후보로 임명하였다. 민주당은 미시간주의 상원 루이스 캐스와 켄터키 주의 윌리엄 O. 버틀러 장군을 후보로 임명하였다.
선거 운동이 일어나는 동안에 휘그당과 민주당은 둘다 노예 제도의 논점에 양면이 있었고, 한번은 거기에 호의를 가지거나 다른 때는 반대하는 것으로 보였다. 마틴 밴 뷰런 전 대통령이 이끄는 자유 토지당 만이 새롭게 취득한 멕시코 영토들에서 노예 제도를 반대하는 운동을 벌였다.
테일러와 필모어는 36석의 투표를 얻어 승리하였다. 1848년 대통령 선거는 모든 주들에서 동시에 실시된 첫 번째 선거였다.

## 대통령 재임
테일러는 1849년 3월 5일 취임식을 가졌다. 그는 보통 3월 4일에 사무직에 들어가려 하였으나 일요일에 취임식을 가지는 데 거절당하였다. 어떤 역사가들에 의하면 상원의 대통령 임시로 데이비드 R. 애치슨이 3월 4일에 대통령직이 비어있던 이유로 권한 대행을 맡았다고 한다.
테일러는 자신이 장치적 경험이 부족한 것을 알던 이유로 다른 사람들의 조언에 의지하였다. 그러나 자신의 양심에 대항하여 행동하는 데 아무도 그에게 영향을 주지 않았다.

### 니카라과 운하
포크 대통령 행정부 동안에 태평양 연안에 놓인 영토의 획득이 중앙아메리카에 걸친 수로의 꿈을 소생시켰다. 미국의 비지니스맨들은 니카라과를 가로지르는 운하를 건설하는 권리들을 손에 넣었다. 영국도 운하르 건설하는 데 흥미를 가졌다.
1850년 미국과 영국은 클레이턴-벌워 조약을 체결하여 아무 운하의 중립성을 보증하였다.

### 지방적인 불화
캘리포니아가 자유주로서 합중국에 가입하는 데 준비하면서 1849년 새 영토들에 노예 문제의 확장에 논쟁이 최고 기록에 도달하였다. 테일러는 캘리포니아와 뉴멕시코를 초음에 영토로 만드는 것보다 즉시 주로서 인정하는 데 의회에 역설하였다. 이 매너에서 그는 영토들에서 노예 제도에 논쟁들을 피하는 데 희망하였다.
그러나 남부인들은 화를 내면서 새로운 주들이 합중국으로 인정되기 전에 다른 노예 문제들의 조정을 요구하였다. 다음 6개월 동안에 의회는 그 위대한 토론들 중의 하나를 가졌다. 남부인들은 탈퇴를 위협하였고, 북부인들은 합중국을 인정하는 데 명령에서 전쟁을 약속하였다. 만은 노예들에 빚을 져었어도 테일러는 북부의 편에 들었다. 그는 합중국을 지키는 데 무력을 쓰는 보증을 하였다.
켄터키 주의 상원 헨리 클레이를 포함한 다수의 의원들은 타협을 주장하였다. 그러나 테일러는 아무 타협을 경멸하였고 캘리포니아가 합중국으로 편입되는 주장을 하였다. 타협의 지지자들은 결국 이겼으나 필모어가 대통령에 당선될 때까지 이루어지지 않았다. 의회는 그러고나서 1850년 타협으로서 적용되는 데 많은 법들을 채택하였다.

## 사망
노예 제도의 논쟁들이 정착하기 전에 테일러는 위경련을 앓아 1850년 7월 9일에 66세로 사망하였다. 그의 시신은 루이빌 근처에 있는 가족 묘지에 안장되었으며, 마가렛 여사도 1852년 8월 14일에 사망하여 남편 옆에 묻혔다. 여담으로, 갑작스런 죽음을 두고 암살설이 돌기도 했으나, 1991년 유해발굴 결과 암살이 아님이 밝혀졌다.

## 역대 선거 결과
| 선거명      | 직책명        | 대수 | 정당   | 득표율 | 득표수 (선거인단)   | 결과 | 당락 |
| ----------- | ------------- | ---- | ------ | ------ | ------------------- | ---- | ---- |
| 1848년 선거 | 미국의 대통령 | 12대 | 휘그당 | 47.28% | 1,361,393표 (163명) | 1위  |      |

## 같이 보기
- 미국의 대통령 목록